# Meurtre de Star Hobson
 (janvier 2023).
Star Hobson (21 mai 2019 - 22 septembre 2020) est une enfant d'un an qui a été assassinée par la petite amie de sa mère le 22 septembre 2020 à Keighley, West Yorkshire, Angleterre, Royaume-Uni.

## Contexte
Ses parents étaient Frankie Smith et Jordan Hobson. Mère adolescente, Smith était à un mois de son 18e anniversaire au moment de la naissance de sa fille. En novembre de la même année, les parents de Star se sont séparés et sa mère a noué une relation avec Savannah Brockhill, une videuse de club. Le 27 janvier 2020, un ami de Smith a référé les services sociaux au sujet du bien-être de Star. Un travailleur social a ensuite rendu visite au bébé à deux reprises. En février, Brockhill a envoyé une vidéo à la sœur de Smith spéculant que Smith l'avait peut-être trompée et se qualifiant de « psycho » qui « poignarderait quelqu'un ce soir ».
Brockhill a été violent envers Smith à au moins deux reprises au cours du mois de mars 2020 et à un moment donné, Brockhill a dit à une connaissance qu'elle avait envisagé de les balancer tous les deux d'une falaise. Les services sociaux ont fermé leur dossier sur Star à peu près à cette époque, mais il a été rouvert en mai lorsque sa grand-mère a appris que Brockhill avait manœuvré pour éloigner Star de Smith. D'autres renvois, y compris par le père de Star, ont été effectués en juin et la jeune fille a subi un examen médical, mais l'affaire a de nouveau été classée le mois suivant. L'affaire a été brièvement rouverte après une recommandation du grand-père de Star, mais fermée lorsque ses ecchymoses ont été expliquées comme étant dues à une chute. Plus tard ce mois-là, des images de vidéosurveillance ont filmé Brookhill en train d'agresser l'enfant sur son lieu de travail dans une usine de recyclage.

## Jour du meurtre
Le 22 septembre, Star jouait avec deux autres enfants à la maison lorsqu'elle a été gravement agressée. Selon le verdict judiciaire ultérieur par un « coup de poing ou un coup de pied mortel », délivré avec « la force d'un accident de voiture ». Le couple a effectué des recherches sur Internet liées au traitement du choc chez les bébés 15 minutes avant de passer un appel au 999. L'assaut mortel sur son abdomen a endommagé ses organes internes. Elle avait d'autres blessures plus anciennes, notamment une cheville et un crâne fracturés.

## Conséquences
Le 14 décembre 2021 à Bradford Crown Court, Savannah Brockhill a été reconnue coupable du meurtre de Star Hobson tandis que Frankie Smith a été reconnue coupable d'avoir causé ou permis sa mort. Brockhill a été condamné à la réclusion à perpétuité avec un minimum de 25 ans tandis que Smith a été condamné à huit ans, qui a ensuite été porté à 12 ans après une révison judiciaire.
Le procès lié à l'affaire Star Hobson a eu lieu à un moment similaire à celui lié au meurtre d'Arthur Labinjo-Hughes, un autre jeune enfant qui a été maltraité et tué. Plusieurs parallèles ont été notés entre les cas, tels que les deux enfants tués par le nouveau partenaire de leurs parents, avoir la famille élargie qui a essayé de les aider et être connue des autorités,.